# Eccoptomera promethei
Eccoptomera promethei – gatunek muchówki z rodziny błotniszkowatych i podrodziny Heleomyzinae.
Gatunek ten opisany został w 1966 roku przez K.B. Gorodkowa.
Muchówka o ciele długości od 7,5 do 9,25 mm. Wysokość środkowej części policzka jest u niej ponad dwukrotnie większa niż wysokość oka złożonego. Czułki mają trzeci człon z wyraźnym kątem koło wierzchołka oraz długą i owłosioną aristę. W chetotaksji tułowia występuje jedna para szczecinek śródplecowych leżąca przed szwem poprzecznym oraz dwie pary szczecinek sternopleuralnych. Przedpiersie jest nagie, a tarczka owłosiona z wyjątkiem nagiego pasa przez środek. Kolce na żyłce kostalnej skrzydła są dłuższe niż owłosienie. Środkowa para odnóży ma środkową część goleni owłosioną, ale pozbawioną szczecinek. Tylna para odnóży samca ma spodnią powierzchnię uda przy nasadzie pozbawioną wyrostków i wcięć. Samica ma trzy brązowe zbiorniki nasienne o jajowatym kształcie.
Owad znany z Abchazji i Kraju Krasndarskiego w europejskiej części Rosji. Larwy są saprofagami, przechodzącymi rozwój w norach prometeuszka gruzińskiego i jaskiniach, gdzie spotyka się również imagines.